# دروونیو
دروونیو (به ایتالیایی: Druogno) یک کومونه در ایتالیا است که در استان وربانو-کوزیو-اوسولا واقع شده‌است.

## خصوصیات
دروونیو ۲۹٫۰ کیلومترمربع مساحت و ۹۵۵ نفر جمعیت دارد و ۸۳۶ متر بالاتر از سطح دریا واقع شده‌است.